# 一松 (長生村)
一松（ひとつまつ、英語: Hitotsumatsu）は、千葉県長生郡長生村の大字。郵便番号は299-432。住民基本台帳によると、2021年（令和3年）4月1日時点の域内の世帯数は1,442戸で人口は3,192人である。

## 地理
北は入山津や白子町幸治と、南は一宮町新地と、西は小泉や宮成と接し、東は九十九里浜で太平洋に面する。
また、域内は平地が多く、海に面しているため、多角農業を行う農村集落と臨海部に多い半農半漁の納屋集落が南北に連なるように発展している。

### 河川
- 一宮川

### 小字
域内にある小字は以下の通りである。
- 甲
- 乙
- 丙
- 丁
- 戊

## 歴史
古くは一松村の中心であった。

## 交通

### 鉄道
域内に鉄道駅はないが、最寄駅は上総一ノ宮駅（JR外房線）や八積駅（外房線）が挙げられる。

### バス
- 小湊鉄道
  - 茂原駅東口-白子車庫[5]

### 道路・橋梁
- 千葉県道30号飯岡一宮線
- 千葉県道84号一宮片貝線
- 千葉県道󠄁123号一宮片貝線
- 九十九里有料道路
- 入山津獺台線
- 入山津中瀬線
- 長生いきいきロード
- 中瀬大橋

## 学区
域内の児童は長生村立一松小学校、長生村立長生中学校に進学する。

## 施設
- 一松郵便局[7]
- 茂原警察署一松駐在所[8]
- 長生村立一松小学校[9]
- ハッピー・サイエンス・ユニバーシティ長生キャンパス[10]
- 一松海水浴場[11]
- 一松保育所
- JA長生長生野菜出荷場
- 一宮パーキングエリア

## 人口
2021年4月1日時点の地域別の人口および世帯数は以下の通りである。
|              | 世帯数    | 男      | 女      | 計      |
| ------------ | --------- | ------- | ------- | ------- |
| 甲           | 6世帯     | 5人     | 9人     | 14人    |
| 乙           | 131世帯   | 137人   | 147人   | 284人   |
| 丙           | 506世帯   | 529人   | 519人   | 1,048人 |
| 丁           | 337世帯   | 379人   | 392人   | 771人   |
| 戊           | 343世帯   | 383人   | 375人   | 758人   |
| 一松（番地） | 119世帯   | 163人   | 154人   | 317人   |
| 合計         | 1,442世帯 | 1,596人 | 1,596人 | 3,192人 |

## 文化財
本郷内の文化財は以下の通りである。
| 名称                                     | 指定   | 区分           | 指定年月日    |
| ---------------------------------------- | ------ | -------------- | ------------- |
| 一松神社御的神事                         | 村指定 | 無形民俗文化財 | 1979年5月17日 |
| 元禄津波の大位牌                         | 村指定 | 有形文化財     | 1979年5月17日 |
| 伊勢詣道中図                             | 村指定 | 有形文化財     | 1984年3月26日 |
| 一松神社社殿                             | 村指定 | 有形文化財     | 1984年9月11日 |
| 元禄津波供養碑と供養塔                   | 村指定 | 有形文化財     | 1984年9月11日 |
| 一松神社の右大臣、左大臣の彫刻と狛犬一対 | 村指定 | 有形文化財     | 1986年4月21日 |
| ナギの木                                 | 村指定 | 天然記念物     | 1986年4月21日 |
| 河施餓鬼                                 | 村指定 | 無形民俗文化財 | 2015年3月22日 |